# Kalliosaari (ö i Södra Savolax, Nyslott, lat 62,47, long 28,59)
Kalliosaari är en ö i Finland. Den ligger i sjön Kermajärvi och i kommunen Heinävesi i den ekonomiska regionen  Nyslotts ekonomiska region  och landskapet Södra Savolax, i den sydöstra delen av landet, 300 km nordost om huvudstaden Helsingfors. Öns area är 0,8 hektar och dess största längd är 240 meter i sydöst-nordvästlig riktning.